# شاوكسينج كيكياو يوجيا
نادي شاوكسينج كيكياو يوجيا لكرة القدم (بالصينية: 绍兴柯桥越甲足球俱乐部) هو نادي كرة قدم صيني، تأسس في عام 1988 باسم نادي داليان تيلو (نادي للهواة)، يقع مقر النادي في شاوكسينج بمقاطعة جيجيانغ، ويعتبر مركز شاوكسينج سيتي الملعب الرئيسي للنادي الذي يتسع لـ 20 ألف متفرج.